# КНДР на летних Олимпийских играх 1996
КНДР на летних Олимпийских играх 1996 была представлена 24 спортсменами.

## Медалисты
| Медаль  | Спортсмен    | Вид спорта       | Дисциплина        |
| ------- | ------------ | ---------------- | ----------------- |
| Золото  | Ке Сун Хи    | Дзюдо            | Женщины, до 48 кг |
| Золото  | Ким Иль Ён   | Вольная борьба   | Мужчины, до 48 кг |
| Серебро | Ким Мён Нам  | Тяжёлая атлетика | Мужчины, до 70 кг |
| Бронза  | Чон Чхоль Хо | Тяжёлая атлетика | Мужчины, до 76 кг |
| Бронза  | Ли Ён Сам    | Вольная борьба   | Мужчины, до 57 кг |